# Gmina Kuman
Gmina Kuman (alb. Komuna Kuman) – gmina położona w środkowej części Albanii. Administracyjnie należy do okręgu Fier w obwodzie Fier. W 2011 roku populacja gminy wynosiła 5611 osób w tym 2795 kobiety oraz 2816 mężczyzn, z czego Albańczycy stanowili 56,29% mieszkańców. 
W skład gminy wchodzą cztery miejscowości: Kuman, Marinëz, Vidhishtë, Luar.